# 黄埔站 (广州)
黄埔站位于广东省广州市黄埔区黄埔港，是广深铁路黄埔支线上的一座三等站，于1940年10月由广州日占当局修建使用，隶属中国铁路广州局集团广州车站管辖。货运可办理专用线、专用铁路货运作业业务以及铁水联运货物交接业务，不办理客运业务。车站货场内设有通往黄埔粤华货运联合有限公司、广州市金属回收公司、广州港黄埔港务和鱼珠木材厂的专用线。